# Ignaz Christoph Lorber von Störchen
Johann Nepomuck Ignaz Christoph Lorber von Störchen (auch Johann Igna(t)z Christoph Lorber von Störchen; * 25. März 1725 in Bamberg; † 1. Juli 1797 ebenda) war ein deutscher Rechtswissenschaftler, Verwaltungsbeamter und Hochschullehrer.

## Leben
Lorber von Störchen war Sohn eines fürstbischöflichen Leibarztes. Er nahm ein Studium der Rechtswissenschaft an der Universität Bamberg auf. Am 18. September 1746 bestand er das juristische Examen, bevor er zum weiteren Studium an die Universitäten von Jena, Göttingen und Leipzig ging. Für die praktische juristische Ausbildung ging er nach Wien und an das Reichskammergericht nach Wetzlar. Nach seiner Rückkehr wurde er 1748 ordentlicher Professor der Institutionen und Rechtsgeschichte, des Natur- und Völkerrechts und Beisitzer der Juristischen Fakultät an der Bamberger Universität. An dieser erfolgte 1749 seine Promotion zum Doktor der Rechte. 1753 erhielt er als Nachfolger von Heinrich Bocris den Lehrstuhl des Staats- und Lehnrechts sowie die Ernennung zum fürstbischöflichen Hofrat, 1755 die Ernennung zum Geistlichen Rat, 1768 rückte er schließlich auf die erste Stelle als erster Professor der Rechte der Bamberger Universität vor. Außerdem war er ab 1759 auswärtiges Mitglied der königlich Bayerischen Akademie der Wissenschaften in München.
Lorber von Störchen erhielt 1769 einen Ruf an die Universität Ingolstadt, den er ablehnte. Daraufhin erhielt er 1772 unter Aufgabe seiner Universitätsämter die Ernennung zum Geheimrat, Hofkriegsrat und Obereinnahmenkonsulent. 1780 wurde er schließlich Direktor einerseits des Hofkriegsrats und andererseits des Obereinnahmenamts. In diesen Positionen verblieb er bis zu seinem Tod.
Lorber von Störchens Grabmal befindet sich in der Oberen Pfarre von Bamberg.

## Werke (Auswahl)
- De Allodio Stante Superioritate Statuum Territoriali Quoad Praesumptionem Hodie Imaginario, Gerntner, Bamberg 1749.
- De eo, an filia ex feudo masculino, noviter a patre emto, iure hodierno, per ius peregrinum obscurato, iureque praesertim Bambergensi petere legitimam possit, Gertner, Bamberg 1752.
- Institutiones juris feudalis, Grattenauer, Nürnberg 1766.
- Die durch die allgemeine Teütsche, und besonders Babenbergische Geschichte aufgeklärte, Dann Durch jene, von denen Römisch-Teutschen Königen und Kayseren verliehene Gnaden Urkunden bestättigte nicht minder durch die ohnverwerflichte Reichs- Grund- und andere so wohl ohnmittelbar als mittelbar ausgetragene Gesätze unterstütze und gegen die im Jahr 1771 neuerlich hervorgetrettene hochfürstlich- Brandenburhgische vermeintliche Deduction standhaftest verthätigte Landes-Hoheit des Kayserlichen Bist- und Fürstenthums Bamberg über den Mark-Flecken, und das gesammte Amt Fürth, Klietsch, Bamberg 1774.